# Sigge Strömberg
Sigge Strömberg est un écrivain et journaliste suédois né le 22 décembre 1885 à Göteborg et mort le 3 mars 1920.

## Biographie
Sigfrid Natanael Strömberg voit le jour à Göteborg en 1885. En 1904-1905, il vit aux États-Unis où il écrit pour le Minneapolis Veckoblad (sv), un hebdomadaire en suédois édité à Minneapolis. De retour en Suède, il travaille brièvement pour l'éphémère Göteborgs-Bladet (sv) avant d'entrer chez Åhlén & Åkerlunds (sv), maison d'édition qui publie également tous ses livres. Il est rédacteur au Vecko-Journalen de 1910 à 1914, puis rédacteur en chef à Allt för Alla de 1914 à 1920. Il se marie en 1917 avec Anna Ehlin-Rosenborg (sv). Au moment de sa mort, à l'âge de 34 ans, il dirige le journal satirique Kasper. Il est inhumé au Norra begravningsplatsen de Solna.

## L'écrivain
Sigge Strömberg écrit principalement des nouvelles radicales et humoristiques, des récits d'aventures et des livres à destination de jeunes garçons. Ces histoires portent la marque de son séjour aux États-Unis. Sous le pseudonyme de Christian Wall, il est l'auteur de romans policiers parus chez Nordiska förlaget. Il s'essaie également à la revue en coécrivant Ungkarlsblod avec Carl J. Kullenbergh (sv) (1915).
Son roman Styrman Karlssons flammor est adapté au théâtre en 1925, ainsi qu'au cinéma en 1925 et 1938.

## Œuvres
- 1909 : Prärielif
- 1909 : Genom hvirflarna
- 1910 : Vildhjärnor
- 1911 : Den ljusa skalpen
- 1912 : Rosie
- 1913 : Strax lite' gladare

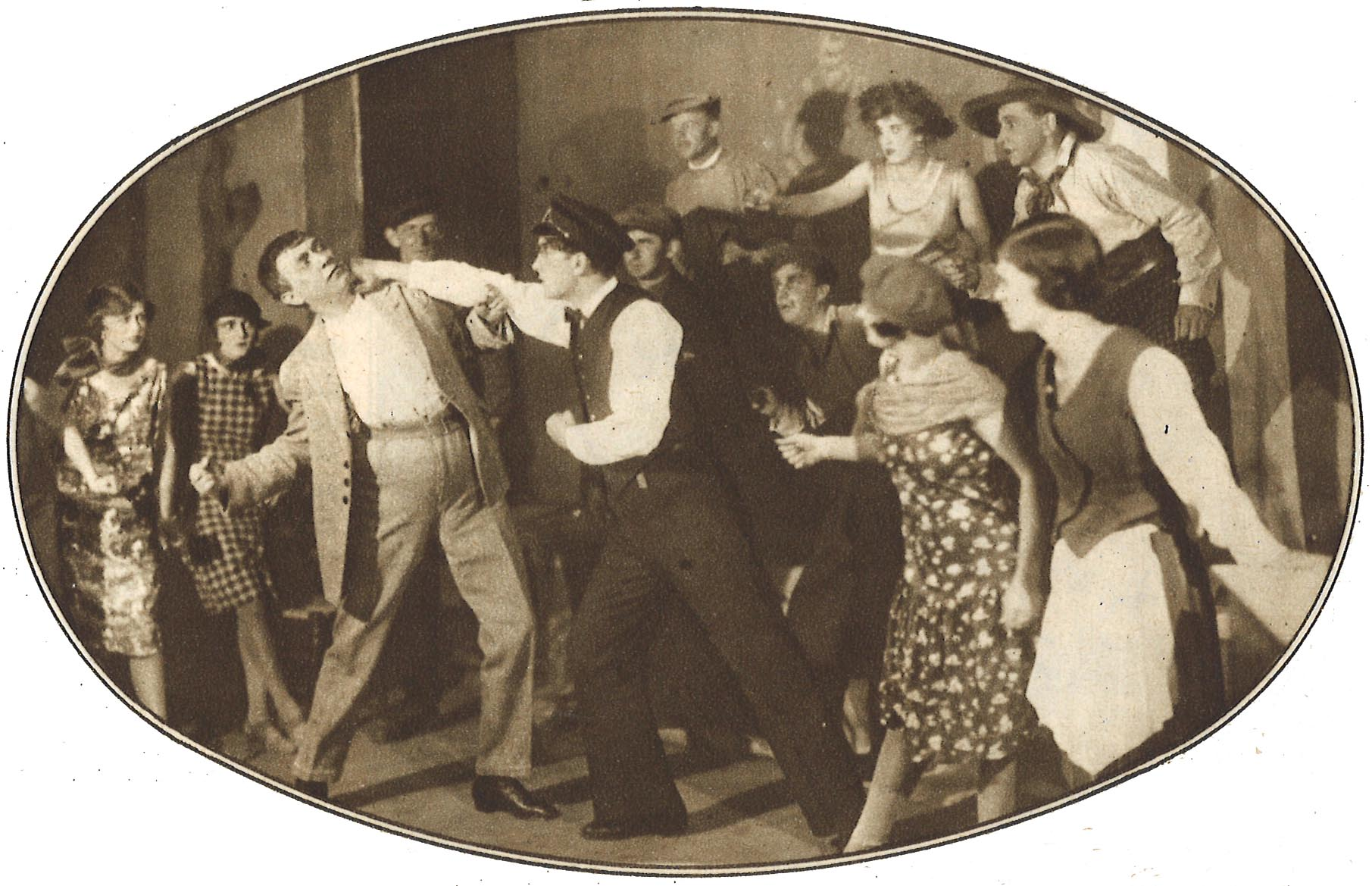
Une scène de l'adaptation théâtrale de Styrman Karlssons flammor (1925).

- 1914 : Krigskorrespondenter och andra lögnare
- 1914 : Göteborgsflickor
- 1915 : Mannen som ville bli neger
- 1915 : Två tjyvpojkars äventyr
- 1915 : Flickan från Paris (sous le pseudonyme « Christian Wall »)
- 1915 : Hemligheten på Almnäs (sous le pseudonyme « Christian Wall »)
- 1916 : Storskojare och andra humoresker
- 1916 : Två tjyvpojkar till sjöss
- 1917 : Kvinnor, barn och tjänstefolk samt några stackars karlar
- 1917 : Två tjyvpojkar i skolan
- 1918 : Två tjyvpojkar på skollov
- 1918 : Styrman Karlssons flammor
- 1919 : Styrman Karlssons bröllopsresa
- 1919 : Två tjyvpojkar på en obebodd ö
- 1919 : Baron Olson och andra historier
- 1920 : Två tjyvpojkars julferie
- 1920 : Svenssons halva miljon
- 1921 : Don Persson, tjurfäktare